# Nencioni
Nencioni is een historisch merk van motorfietsen.
Italiaans merk van Carlo Nencioni die in 1926 motorfietsen maakte men een 125 cc Della Ferrara-blok.